# گوزدووو (استان ماسوویان)
گوزدووو (به لاتین: Gozdowo) یک روستا در لهستان است که در گمینا گوزدووو واقع شده‌است. گوزدووو ۱٬۴۰۳ نفر جمعیت دارد.